# ابن الفحام
أبو القاسم عبد الرحمن بن عتيق بن خلف الصقلي القرشي المعروف بـابن الفحَّام (422 هـ-516 هـ = 1031-1123) نحوي ومقرئ في القرن الخامس الهجري، يُعد من كبار القراء في عصره. رحل من شمال افريقيا إلى المشرق وسكن الإسكندرية وتوفي بها، وله كتاب التجريد لبغية المريد في القراءات السبع.

## سيرته
ولد في 422 هـ أو 425 هـ في صقلية ونشأ بها. رحل من شمال إفريقيا إلى المشرق في 438 هـ في طلب القراءة على الشيوخ، فقرأ بمصر على ابن هشيم وأبي العباس ابن نفيس وعبد الباقي بن فارس وأبي الحسين الرازي، سنة 438 هـ. قرأ القراءات على أبي العباس أحمد بن سعيد بن نفيس، وأبي الحسين نصر بن عبد العزيز الفارسي، وعبد الباقي بن فارس، وأبي إسحاق إبراهيم بن إسماعيل المالكي. وتتلمذ في النحو على ابن بابشاذ، وأملى عليه شرح مقدمته.
قرأ عليه أبو العباس بن الخطية، ويحيى بن سعدون القرطبي، وعبد الرحمن بن خلف الله بن عطية، وغيرهم، وروى عنه أبو طاهر السلفي وبركات بن إبراهيم الخشوعي.

## وفاته
توقي في ذي القعدة 516 هـ بالإسكندرية عن أكثر من تسعين عاماً.

## مؤلفاته
- التجريد لبغية المريد في القراءات السبع
- شرح مقدمة ابن بابشاذ في النحو
- مفردة يعقوب في القراءات